# Philodromus cespitum
Espèce
Synonymes
- Aranea cespitum Walckenaer, 1802
- Thomisus cespiticolens Walckenaer, 1805
- Philodromus maculatus Blackwall, 1846
- Philodromus obscurus Blackwall, 1871
- Philodromus aureolus similis Kulczyński, 1891
- Philodromus reussii Bösenberg, 1902
- Philodromus albicans Bösenberg, 1902 nec O. Pickard-Cambridge, 1897
- Philodromus aureolus sibiricus Kulczyński, 1908
- Philodromus canadensis Emerton, 1917
- Philodromus boesenbergi Mello-Leitão, 1929

Philodromus cespitum est une espèce d'araignées aranéomorphes de la famille des Philodromidae.

## Distribution
Cette espèce se rencontre en zone holarctique.

## Description
Les mâles mesurent de 3,5 à 5,0 mm et la femelle 6,3 mm

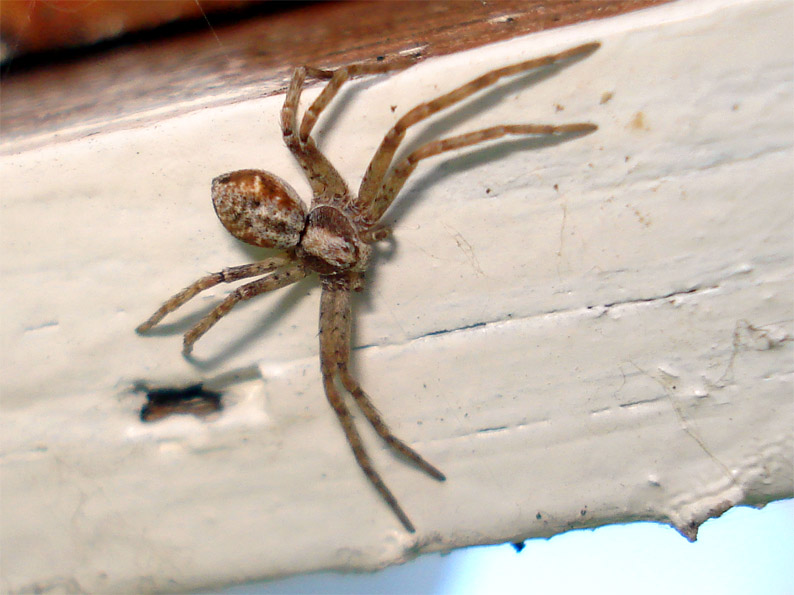
Philodromus cespitum
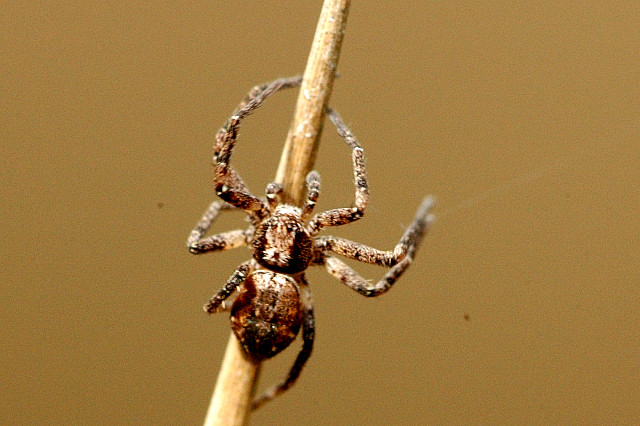
Philodromus cespitum ♂
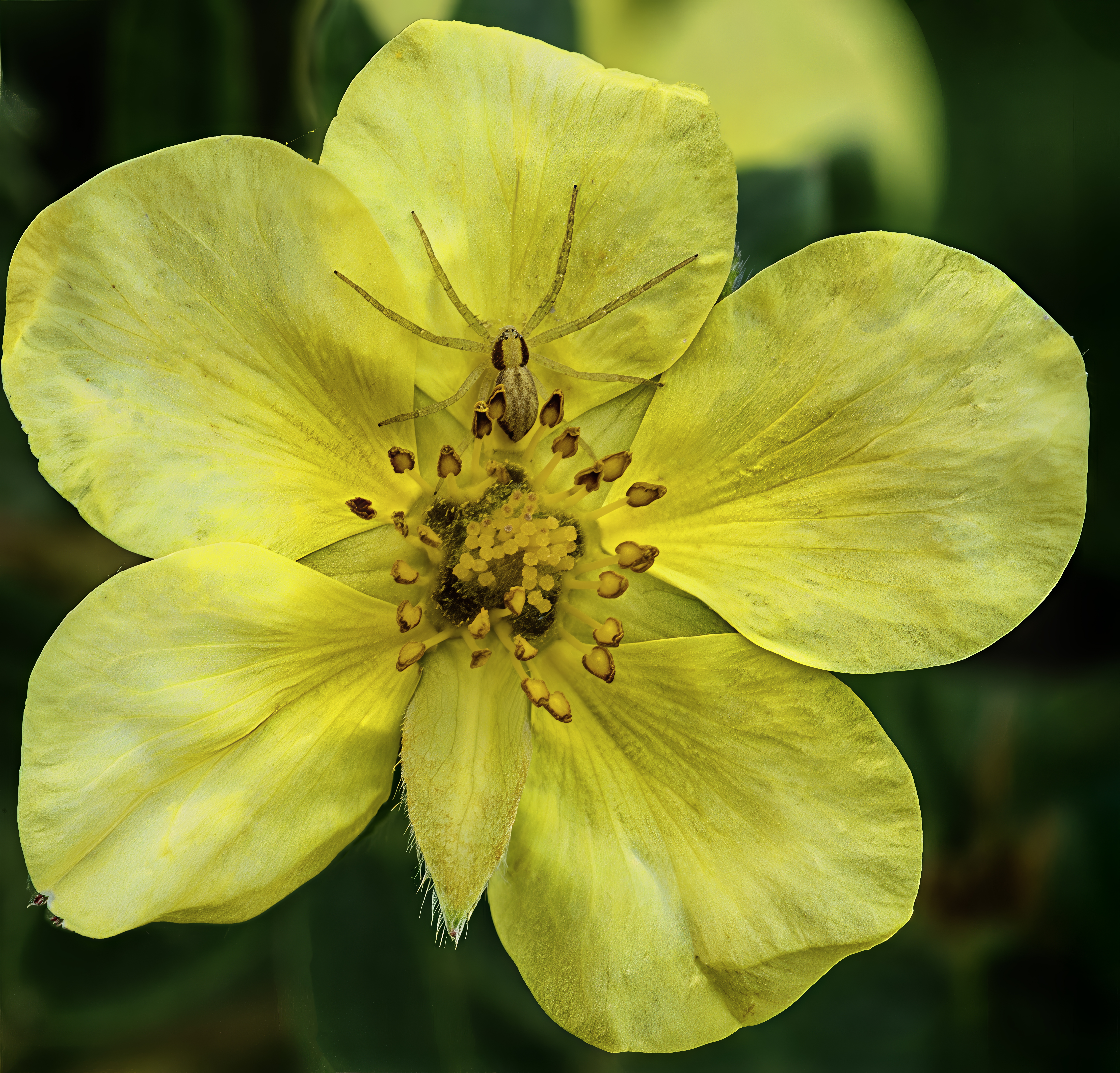
Philodromus cespitum sur  Dasiphora fruticosa

## Publication originale
- Walckenaer, 1802 : Faune parisienne. Insectes. ou Histoire abrégée des insectes des environs de Paris. Paris, vol. 2, p. 187-250.